# Акмаль, дракон і принцеса
«Акмаль, дракон і принцеса» — радянський дитячий художній фільм (перший з кінодилогії про пригоди хлопчика Акмаля в чарівній країні), випущений у 1981 році кіностудією «Узбекфільм». Знімання фільму проходили в Ташкенті.

## Сюжет
Фільм починається з пошуків хлопчика Акмаля, який вже неодноразово йшов з дому в пошуках пригод. Коли його знаходять, він стверджує, що побував в казці. Опинившись в казці й зорієнтувавшись в часі, начитаний Акмаль згадує, що принцесі Гузалі загрожує небезпека: сьогодні на заході сонця її повинен викрасти дракон Кара-Батур. За допомогою дідуся-чарівника він вирушає попередити людей.
Однак Акмаль запізнився — коли він прийшов до міста, там уже побував дракон, який викрав принцесу, а інших жителів зачарував, позбавивши можливості рухатися. Врятувався тільки батько принцеси — хан, який під час нападу дракона сховався під столом. Акмаль вирушає по слідах дракона, а хан, випадково торкнувшись одного з підданих, також застигає на місці. На шляху Акмалю зустрічається відьма з єдиним хворим зубом. Акмаль, вирвавши їй зуб, позбавляє її від страждань і відьма в подяку вирішує допомогти йому.
Акмаль вступає в сутичку з драконом. До нього на допомогу встигає міліціонер Нурієв, який розшукує його. Удвох вони за допомогою казкового вогняного тюльпана долають Кара-Батура.

## У ролях
- Сократ Сулейманов — Акмаль
- Дільноз Расулова — Гузаль/принцеса Гузаль
- Раджаб Адашев — Джахангір Нурієв, лейтенант міліції
- Ірода Алієва — відьма Алмауз Кампир
- Вахід Кадиров — хан, батько принцеси Гузалі
- Хайрулла Сагдієв — «столітній старий», він же чарівник-садівник
- Вахоб Абдуллаєв — епізод
- Максуд Мансуров — епізод
- Учкун Рахманов — епізод
- Пулат Саїдкасимов — епізод

## Знімальна група
- Режисер — Юрій Степчук
- Сценарист — Лев Аркадьєв
- Оператор — Лев Симбірцев
- Композитор — Євген Ширяєв
- Художник — Ігор Гуленко